# Soum-Soum
Pour les articles homonymes, voir Soum.
Le Soum-soum est le nom donné au Sénégal à l'alcool produit clandestinement.
Il peut être obtenu après fermentation de la pulpe de la pomme de cajou, ou d'un mélange de sucre, d'eau et de levure.